# Madeleine Bogart
Madeleine Bogart (Bogaert), née le 23 mai 1909 à Anvers et décédée le 3 décembre 1996 à Braine-l'Alleud, est une physicienne belge. 
Diplômée de la faculté des sciences appliquées de l’Université libre de Bruxelles, elle est la première femme nommée assistante de cette faculté.

## Biographie

### Famille
Madeleine Bogart naît en 1909 du mariage d'Édouard Bogart (professeur à la faculté des sciences appliquées de l’Université libre de Bruxelles et recteur (il sera le recteur de cette université de 1932 à 1935) et de Jeanne Van Duuren, docteure en chimie de cette même université en 1903,. Madeleine Bogart grandit donc dans une famille où les sciences ont une place prépondérante.
Elle est la nièce de Louise de Craene-Van Duuren, féministe belge, fondatrice du « Groupement belge de la Porte Ouverte », anciennement « Groupement belge pour l’affranchissement de la femme ». Néanmoins, Madeleine Bogart ne choisira pas le chemin du militantisme.
Elle rencontre Paul Kipfer, un chercheur suisse qui travaille avec Auguste Piccard.

### Formation
Madeleine Bogart entame ses études supérieures à l’École polytechnique de Bruxelles en 1927, une décision peu fréquente à l’époque. Elle est diplômée en ingénierie civile en 1932. 

### Carrière scientifique
Madeleine Bogart devient, peu après l'obtention de son diplôme, assistante au sein de la faculté des sciences appliquées (ULB), ce qui fait d’elle la première assistante féminine de la faculté, où elle travaille pendant près de 45 ans.
Elle travaille notamment auprès du professeur Auguste Piccard.